# We Three (My Echo, My Shadow and Me)
"We Three (My Echo, My Shadow and Me)" è una ballad pubblicata nel 1939 da Nelson Cogane, Sammy Mysels e Dick Robertson. È stata una canzone di successo nel 1940 sia per The Ink Spots (prodotto dalla Decca) che per Frank Sinatra con Tommy Dorsey Orchestra  (prodotto da RCA Victor), entrambe le versioni arrivarono a dicembre di quell'anno al numero 3 di Billboard.

## Versioni cover
- La versione Ink Spots è stata registrata nel luglio 1940 e pubblicata su Decca in ottobre (in b / n "My Greatest Mistake").[2]
- Dolores O'Neill registrò "We Three" con la Bob Chester Orchestra il 14 agosto 1940 a New York City.
- Ella Fitzgerald, che in seguito avrebbe registrato con The Ink Spots, registrò anche la canzone per Decca nel 1940; è incluso nella raccolta di CD del 2003 Jukebox Ella: The Complete Verve Singles, Vol. 1.
- Brenda Lee ha registrato "We Three" per il suo album Decca del 1960 This Is .. . Brenda .
- Bob Dylan ha eseguito la canzone in concerto tre volte, due nel 1986 e una nel 1988.[3]
- Il cantante country Wayne Hancock ha interpretato "We Three" nel suo album del 2001 A-Town Blues .
- Paul McCartney ha incluso la canzone nel suo album degli standard americani del 2012, Kisses On The Bottom con la pianista e cantante canadese Diana Krall.

## Nella cultura pop - versione The Ink Spots
Nella scena di apertura della 4ª stagione di Better Call Saul, si sente il brano mentre si vede "Gene" che vive a Omaha (Nebraska), dopo gli eventi di Breaking Bad.
È stata anche utilizzata per tre videogiochi: BioShock 2 del 2010, Fallout 76 del 2018 sulla Appalachia Radio in-game e Man of Medan del 2019.
Infine si sente nel 6º episodio della 1ª stagione della fiction televisiva Watchmen.